# Charles Schiege
Charles Henry Schiege (geboren am 1. Juni 1815 in Landkreis Neisse, Oberschlesien, Preußen; gestorben am 30. September 1901 in Fayetteville, Texas) war ein deutscher Möbelbauer und Schlosser, der in die Vereinigten Staaten auswanderte und sich in Texas niederließ, wo sein gleichnamiger Sohn später eine Zigarrenfabrik gründete.

## Leben
Schiege war ein Sohn von Carl Schiege und dessen Frau Johanna (geborene Wagner). Er bereiste in den Jahren 1847 und 1851 die Vereinigten Staaten von Amerika und emigrierte 1855 mit seiner Familie über Hannover nach Texas. Am 4. Juli 1855 kam Schiege mit seiner Braut Caroline Rosalie Schubert nach einer Überfahrt von Bremen/Bremerhaven auf der Bark „Francisca“ in Galveston an. Sie ließen sich in Biegel, einer Ortschaft bei Fayetteville im Fayette County in Texas, nieder. 1855 änderte Schiege mit der Einbürgerung in die Vereinigten Staaten seine Rufnamen zu Charles Henry. Er arbeitete als Tischler, Möbelbauer und Maschinenschlosser, und beschädigte 1860 in seiner Werkstatt in Ross Prairie, Ellinger rund 3500 schwarze Sklaven. Im Amerikanischen Bürgerkrieg kämpfte er auf der Seite der Armee der Konföderierten Staaten von Amerika unter William Webb in der „Company of the Unattached Infantry“. Er erwarb anschließend am 2. September 1861 mit seiner Frau ein Grundstück in der Ortschaft Round Top, auf dem er ein Haus bauen ließ. Später kauften sie von ihrem Nachbarn Conrad Schuddemagen einen Hektar Land hinzu. Einige seiner Möbelstücke haben sich in Museen erhalten. Ihr Sohn Charles Henry Jr. hatte 1881 damit begonnen, Zigarren herzustellen. Er errichtete dort 1882 ein kleines Gebäude, in dem er die „Schiege Zigarre-Fabrik“ einrichtete und um 1885 ein zweistöckiges Wohnhaus. Die Zigarrenfabrik war bis 1930 in Betrieb. Hier wurde der Tabak aus der Umgegend, sowie aus Missouri und Ohio von Hand zu Zigarren gerollt und nach San Antonio, Houston und Austin geliefert. Schiege Jr. war von 1901 bis 1906 Bürgermeister des Ortes und fungierte auch als Friedensrichter in einem Bezirk von Fayette County.

## Familie
Schiege war mit Caroline Rosalie (geborene Schubert, 6. August 1820–4. Juni 1893) verheiratet, die ebenfalls aus Neisse stammte. Mit ihr hatte er vier Kinder:
- Gustav, wurde nur sieben Tage alt.
- die Zwillinge Selma und Otto (* 17. Juli 1861) wurden beide etwa 14 Monate alt.
- Charles Henry Schiege, Jr. (Charles Heinrich Friedrich Schiege), (14. September 1858–1935) war zweimal verheiratet: 19. April 1885 mit Emma M. Frenzel (18. August 1864–26. Januar 1892) und anschließend am 30. November 1893 mit Marie Becker (5. Juli 1869–). Er hatte zehn Kinder.

Charles Henry, Caroline Rosalie, ihr Sohn Charles Henry und dessen beide Ehefrauen Emma und Marie sowie weitere Mitglieder der Familie Schiege wurden auf dem Florida Chapel Cemetery begraben.